# Горнолыжный спорт на зимних Олимпийских играх 2014
Соревнования по горнолыжному спорту на зимних Олимпийских играх 2014 года в Сочи прошли с 9 по 22 февраля в горнолыжном центре «Роза Хутор», расположенном возле Красной Поляны. Было разыграно 10 комплектов наград. Программа соревнований по сравнению с Играми 2010 года в Ванкувере изменений не претерпела.

## Общая информация

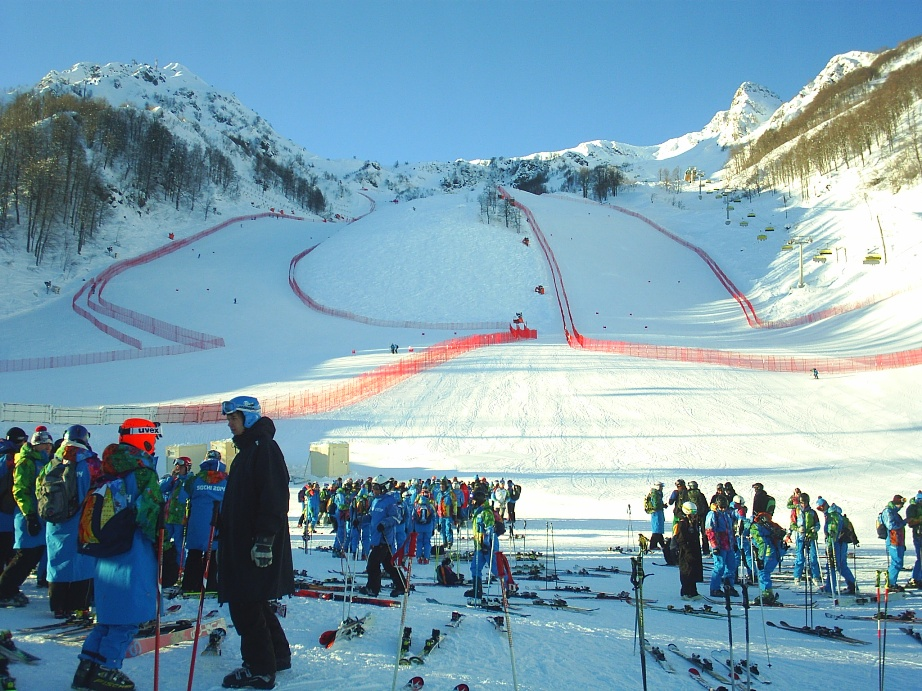
Подготовка горнолыжных трасс накануне олимпийских стартов

Традиционно олимпийские трассы были опробованы ведущими горнолыжниками ещё до Олимпийских игр. В феврале 2012 года на трассах Красной Поляны прошёл этап Кубка мира, в рамках которого спортсмены соревновались в скоростном спуске и суперкомбинации (женская суперкомбинация тогда была отменена из-за погодных условий).
Впервые в истории горнолыжного спорта на Олимпийских играх сразу два человека поделили золото, показав абсолютно одинаковый результат, — в женском скоростном спуске чемпионками стали словенка Тина Мазе и швейцарка Доминика Гизин. В мужском супергиганте спортсмены поделили третье место.
Тина Мазе принесла Словении первые в истории золотые медали зимних Игр во всех видах спорта.
Боде Миллер, выиграв бронзу в супергиганте, стал четвёртым в истории спортсменом и первым не-европейцем, выигравшим не менее шести олимпийских наград в горнолыжном спорте. Трое других — Четиль Андре Омодт (8), Яница Костелич и Аня Персон (по 6). 36-летний Миллер также стал самым возрастным горнолыжником, выигравшим олимпийскую медаль. 34-летний австриец Марио Матт, победивший в слаломе, стал самым возрастным олимпийским чемпионом по горнолыжному спорту.
В целом, успешнее всех выступили австрийцы, выигравшие 9 медалей, включая три золота. Сборная Австрии «реабилитировалась» за относительную неудачу в Ванкувере в 2010 году, когда они завоевали всего 4 медали (1 золото).

## Медали

### Медалисты

#### Мужчины

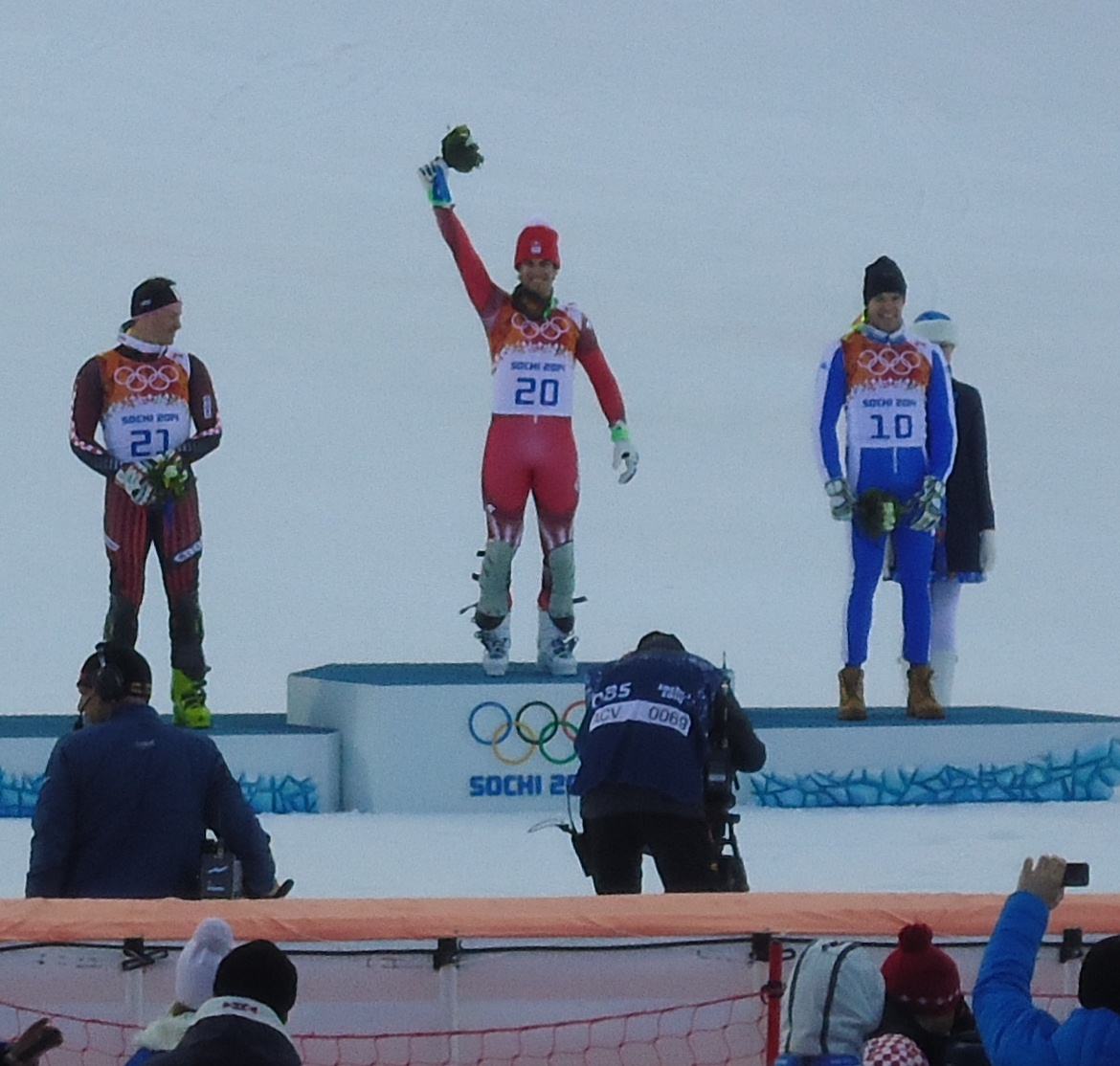
Подиум в мужской суперкомбинации, в центре — Сандро Вилетта

| Дисциплина                      | Золото                   | Серебро                   | Бронза                        |
| Скоростной спуск см. подробнее  | Маттиас Майер Австрия    | Кристоф Иннерхофер Италия | Хьетиль Янсруд Норвегия       |
| Суперкомбинация см. подробнее   | Сандро Вилетта Швейцария | Ивица Костелич Хорватия   | Кристоф Иннерхофер Италия     |
| Супергигант см. подробнее       | Хьетиль Янсруд Норвегия  | Эндрю Уайбрехт США        | Боде Миллер США               |
| Супергигант см. подробнее       | Хьетиль Янсруд Норвегия  | Эндрю Уайбрехт США        | Ян Худек Канада               |
| Гигантский слалом см. подробнее | Тед Лигети США           | Стив Миссилье Франция     | Алексис Пентюро Франция       |
| Слалом см. подробнее            | Марио Матт Австрия       | Марсель Хиршер Австрия    | Хенрик Кристофферсен Норвегия |

#### Женщины

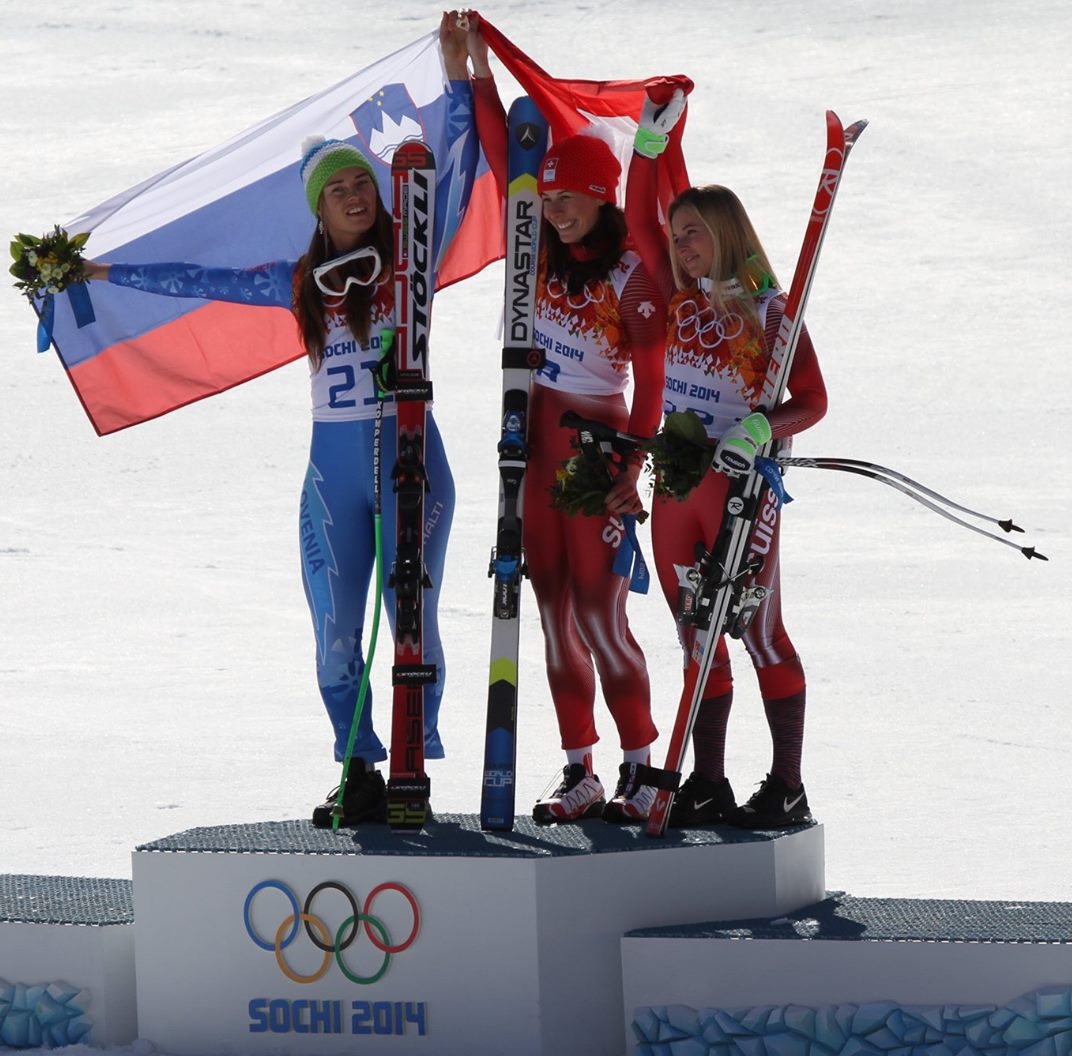
Женский подиум в скоростном спуске. Две золотых медали: Тина Мазе (слева) и Доминик Гизин. Бронза: Лара Гут (крайняя справа)

| Дисциплина                      | Золото                   | Серебро                  | Бронза                       |
| Скоростной спуск см. подробнее  | Доминика Гизин Швейцария | —                        | Лара Гут Швейцария           |
| Скоростной спуск см. подробнее  | Тина Мазе Словения       | —                        | Лара Гут Швейцария           |
| Суперкомбинация см. подробнее   | Мария Хёфль-Риш Германия | Николь Хосп Австрия      | Джулия Манкусо США           |
| Супергигант см. подробнее       | Анна Феннингер Австрия   | Мария Хёфль-Риш Германия | Николь Хосп Австрия          |
| Гигантский слалом см. подробнее | Тина Мазе Словения       | Анна Феннингер Австрия   | Виктория Ребенсбург Германия |
| Слалом см. подробнее            | Микаэла Шиффрин США      | Марлис Шильд Австрия     | Катрин Цеттель Австрия       |

### Общий зачёт

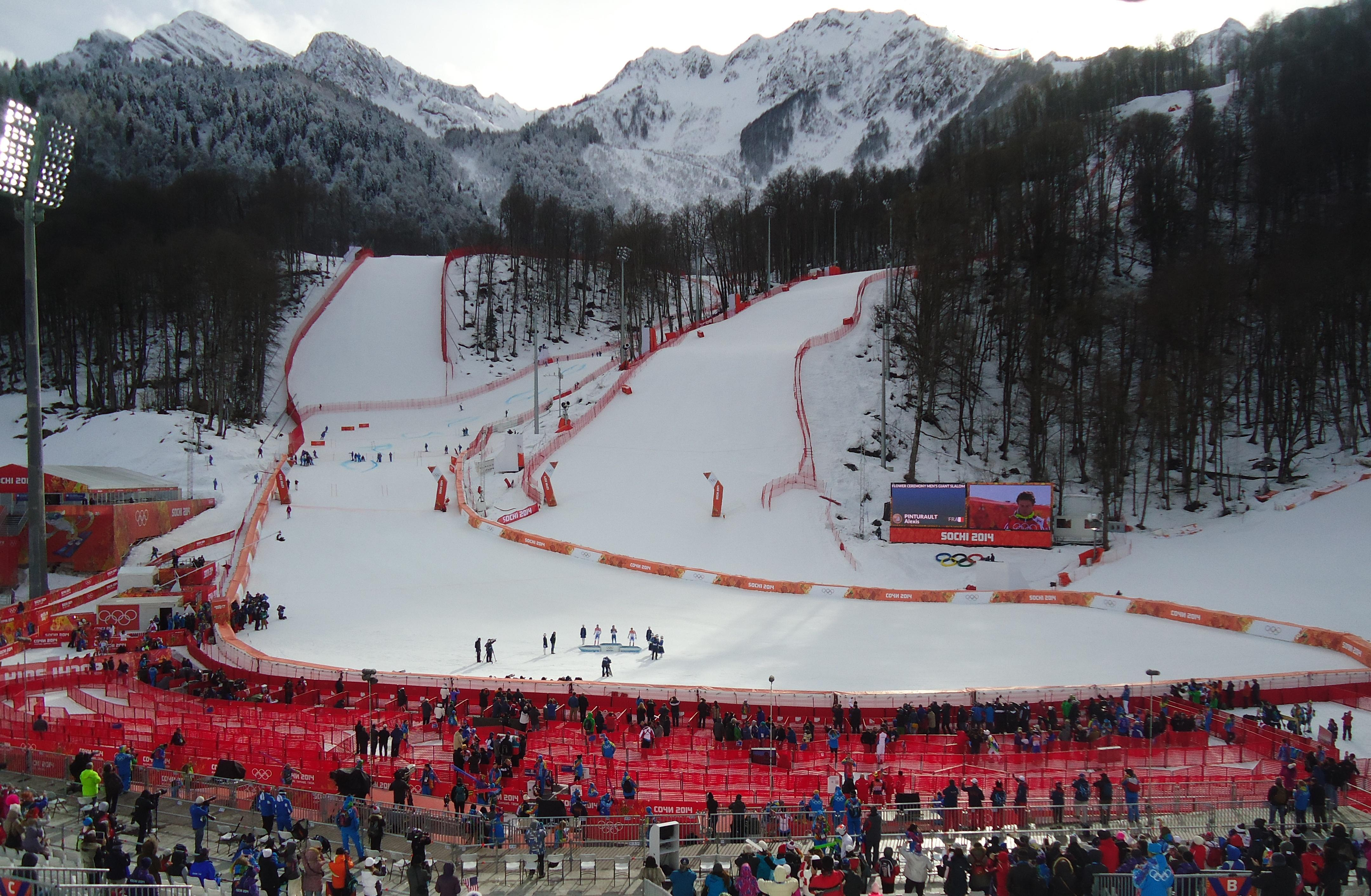
Цветочная церемония награждения победителей в мужском гигантском слаломе в финишной зоне на горнолыжном центре «Роза Хутор»

(Жирным выделено самое большое количество медалей в своей категории)
| Общее количество медалей |           |        |         |        |       |
| Место                    | Страна    | Золото | Серебро | Бронза | Всего |
| 1                        | Австрия   | 3      | 4       | 2      | 9     |
| 2                        | США       | 2      | 1       | 2      | 5     |
| 3                        | Швейцария | 2      | —       | 1      | 3     |
| 4                        | Словения  | 2      | —       | —      | 2     |
| 5                        | Германия  | 1      | 1       | 1      | 3     |
| 6                        | Норвегия  | 1      | —       | 2      | 3     |
| 7                        | Франция   | —      | 1       | 1      | 2     |
| 7                        | Италия    | —      | 1       | 1      | 2     |
| 9                        | Хорватия  | —      | 1       | —      | 1     |
| 10                       | Канада    | —      | —       | 1      | 1     |
| Всего                    | Всего     | 11     | 9       | 11     | 31    |

## Расписание

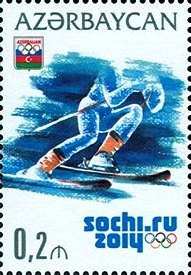
Горнолыжный спорт на почтовой марке Азербайджана 2014 года, посвящённой зимним Олимпийским играм 2014

Расписание всех 10 соревнований согласно официальному сайту:

Время МСК (UTC+4).
| День    | Дата                    | Старт | Финиш | Соревнование               |
| ------- | ----------------------- | ----- | ----- | -------------------------- |
| День 3  | Воскресенье, 9 февраля  | 11:00 | 13:10 | Скоростной спуск, мужчины  |
| День 4  | Понедельник, 10 февраля | 11:00 | 12:30 | Суперкомбинация, женщины   |
| День 4  | Понедельник, 10 февраля | 15:00 | 16:10 | Суперкомбинация, женщины   |
| День 6  | Среда, 12 февраля       | 11:00 | 13:10 | Скоростной спуск, женщины  |
| День 8  | Пятница, 14 февраля     | 11:00 | 12:30 | Суперкомбинация, мужчины   |
| День 8  | Пятница, 14 февраля     | 15:30 | 16:40 | Суперкомбинация, мужчины   |
| День 9  | Суббота, 15 февраля     | 11:00 | 13:10 | Супергигант, женщины       |
| День 10 | Воскресенье, 16 февраля | 11:00 | 13:10 | Супергигант, мужчины       |
| День 11 | Вторник, 18 февраля     | 11:00 | 13:00 | Гигантский слалом, женщины |
| День 11 | Вторник, 18 февраля     | 14:30 | 16:10 | Гигантский слалом, женщины |
| День 12 | Среда, 19 февраля       | 11:00 | 13:00 | Гигантский слалом, мужчины |
| День 12 | Среда, 19 февраля       | 14:30 | 16:10 | Гигантский слалом, мужчины |
| День 15 | Пятница, 21 февраля     | 16:45 | 18:00 | Слалом, женщины            |
| День 15 | Пятница, 21 февраля     | 20:15 | 21:25 | Слалом, женщины            |
| День 16 | Суббота, 22 февраля     | 16:45 | 18:15 | Слалом, мужчины            |
| День 16 | Суббота, 22 февраля     | 20:15 | 21:50 | Слалом, мужчины            |

## Квалификация
В общей сложности квота МОК содержит 350 доступных мест для спортсменов, чтобы участвовать в Играх. Каждый Национальный олимпийский комитет может быть представлен максимум 22 спортсменами — максимально по 14 мужчин и женщин. Существует два квалификационных стандарта: стандарт А и стандарт B.

## Спортсмены, пропустившие Игры из-за травм

### Мужчины
- Ханнес Райхельт[5]

### Женщины
- Линдси Вонн[6]
- Тесса Ворле[7]
- Тина Вайратер (получила травму уже в Сочи)